# Benoît Falchetto
Benoît Falchetto (ur. 8 lipca 1885 w Nicei, zm. 4 sierpnia 1967 w Nicei) – francuski kierowca wyścigowy.

## Kariera
W swojej karierze wyścigowej Falchetto pojawiał się głównie w wyścigach Grand Prix. Do 1932 roku używał samochodu skonstruowanego przez Bugatii. W nim odniósł zwycięstwo w Grand Prix Nîmes 1932 oraz Grand Prix Antibes 1932. W 1933 roku wraz z Louisem Braillardem stworzył zespół wyścigowy pod nazwą Ecurie Braillard. Zespół korzystał z samochodów Maserati 8CM. W tym samochodzie Falchetto wygrał dwa wyścigi w 1934 roku - Grand Prix Picardy i U.M.F. Grand Prix.